# Trucy
Trucy és un municipi francès situat al departament de l'Aisne i a la regió dels Alts de França. L'any 2007 tenia 134 habitants.

## Demografia

### Població
El 2007 la població de fet de Trucy era de 134 persones. Hi havia 48 famílies de les quals 8 eren unipersonals (8 homes vivint sols), 16 parelles sense fills i 24 parelles amb fills.
La població ha evolucionat segons el següent gràfic:
Habitants censats

### Habitatges
El 2007 hi havia 52 habitatges, 51 eren l'habitatge principal de la família i 1 era una segona residència. Tots els 52 habitatges eren cases. Dels 51 habitatges principals, 44 estaven ocupats pels seus propietaris, 5 estaven llogats i ocupats pels llogaters i 2 estaven cedits a títol gratuït; 1 tenia una cambra, 2 en tenien dues, 5 en tenien tres, 18 en tenien quatre i 25 en tenien cinc o més. 42 habitatges disposaven pel capbaix d'una plaça de pàrquing. A 22 habitatges hi havia un automòbil i a 27 n'hi havia dos o més.

### Piràmide de població
La piràmide de població per edats i sexe el 2009 era:
| Homes | Edats   | Dones |
| ----- | ------- | ----- |
| 0     | 95 o +  | 0     |
| 0     | 90 a 94 | 0     |
| 4     | 85 a 89 | 0     |
| 0     | 80 a 84 | 0     |
| 0     | 75 a 79 | 0     |
| 0     | 70 a 74 | 0     |
| 4     | 65 a 69 | 4     |
| 8     | 60 a 64 | 8     |
| 0     | 55 a 59 | 0     |
| 0     | 50 a 54 | 4     |
| 8     | 45 a 49 | 4     |
| 4     | 40 a 44 | 8     |
| 0     | 35 a 39 | 0     |
| 8     | 30 a 34 | 4     |
| 4     | 25 a 29 | 4     |
| 8     | 20 a 24 | 4     |
| 8     | 15 a 19 | 0     |
| 0     | 10 a 14 | 4     |
| 0     | 5 a 9   | 0     |
| 12    | 0 a 4   | 0     |

## Economia
El 2007 la població en edat de treballar era de 82 persones, 63 eren actives i 19 eren inactives. De les 63 persones actives 58 estaven ocupades (34 homes i 24 dones) i 6 estaven aturades (1 home i 5 dones). De les 19 persones inactives 10 estaven jubilades, 6 estaven estudiant i 3 estaven classificades com a «altres inactius».

### Ingressos
El 2009 a Trucy hi havia 53 unitats fiscals que integraven 141 persones, la mediana anual d'ingressos fiscals per persona era de 16.249 €.

### Activitats econòmiques
Dels 6 establiments que hi havia el 2007, 1 era d'una empresa de fabricació d'elements pel transport, 2 d'empreses de fabricació d'altres productes industrials, 1 d'una empresa de comerç i reparació d'automòbils, 1 d'una empresa financera i 1 d'una empresa de serveis.

## Poblacions properes
El següent diagrama mostra les poblacions més properes.